# Léon Lecornu

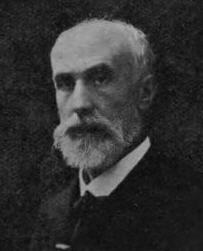
Léon Lecornu

Léon François Alfred Lecornu, auch Le Cornu, (*  13. Januar 1854 in Caen; † 13. November 1940 in Saint-Aubin-sur-Mer)  war ein französischer Ingenieur und Physiker. Er war leitender Eisenbahningenieur für den Westen Frankreichs und die Staatsbahn und Generalinspektor für Bergbau.
Lecornu erhielt einen Ehrenpreis beim Concours Général in Mathematik und studierte ab 1872 an der École polytechnique und 1875 bis 1878 an der École des Mines.  1893 wurde er Professor für Mechanik an der Universität (Faculté des Sciences) in Caen (an der er schon 1881 Maître de conférences war), 1900 an der École des Mines und 1904 an der École polytechnique.
Lecornu war Mitglied des Académie des sciences (1910), deren Präsident er 1930 war. Er erhielt mehrere Preise der Académie des Sciences (Prix Fourneyron 1895, Prix Poncelet 1900, Prix Montyon in Mechanik 1909). 1925 wurde er Kommandeur der Ehrenlegion. 1898 war er Präsident der Société mathématique de France.
Sein Bruder Joseph Lecornu (1864–1931) war Ingenieur (1893 elektrifizierte er Caen).
1882 heiratete er die Malerin Henriette Favreau, mit der er fünf Kinder hatte.

## Schriften
- Cours de mécanique, Paris, Gauthier-Villars, 1914–1918
- Dynamique appliquée, Paris, Doin, 1908
- La mécanique, les idées et les faits, Paris, Flammarion, 1918
- Les régulateurs des machines à vapeur, Paris, Dunod, 1904
- Note sur le laboratoire aérodynamique Eiffel à Auteuil, Paris, Gauthier-Villars, 1914
- Sur la métallurgie du fer en basse-Normandie, Caen, Le Blanc-Hardel, 1884
- Sur l'équilibre des surfaces flexibles et inextensibles. Suivi de Propositions données par la Faculté, Paris, Gauthier-Villars, 1880,
- Théorie mathématique de l'élasticité, Paris, Gauthier-Villars, 1929, Nachdruck  1967